# Chaetonerius niger
Chaetonerius niger är en tvåvingeart som beskrevs av Leander Czerny 1932. Chaetonerius niger ingår i släktet Chaetonerius och familjen Neriidae. Inga underarter finns listade i Catalogue of Life.